# Kotaka (tàu phóng lôi Nhật)
Kotaka (小鷹 Tiểu Ưn) là một chiếc tàu phóng lôi của Hải quân Đế quốc Nhật Bản. Tàu được đặt hàng vào năm 1885 từ xưởng đóng tàu Yarrows ở London, Anh Quốc, nơi nó được chế tạo theo các yêu cầu kỹ thuật của bên Nhật rồi sau đó được lắp ráp tại Quân xưởng Hải quân Yokosuka ở Nhật Bản.
Kotaka tham gia vào cuộc chiến tranh Thanh-Nhật(1894–1895) và chiến tranh Nga-Nhật (1904–1905). Nó được cho ngừng hoạt động vào ngày 1 tháng 4 năm 1908 để trở thành một con tàu huấn luyện. Tàu được cho nghỉ hưu vào ngày 1 tháng 3 năm 1916, nhưng lại tái hoạt động vào năm 1917, chấm dứt sự nghiệp vào tháng 1 năm 1927.
Khi được phóng vào năm 1888, Kotaka nặng 203 tấn, là chiếc tàu phóng lôi lớn nhất thế giới, và "là tiền thân của các tàu khu trục sẽ xuất hiện một thập kỷ sau đó". Kotaka được trang bị bốn khẩu súng bắn nhanh 1-pounder (37 mm) và sáu ống phóng ngư lôi. Trong những năm sau đó, Hải quân Đế quốc Nhật Bản trang bị nhiều tàu ngư lôi nhỏ hơn theo thiết kế của Pháp, nhưng trong các cuộc chạy thử nghiệm của nó vào năm 1899, Nó đã chứng minh rằng nó có thể vượt xa vai trò bảo vệ bờ biển và có khả năng theo sau các tàu lớn hơn ra biển khơi. Nhà máy đóng tàu Anh Yarrow "cho rằng Nhật Bản coi như là phát minh ra tàu khu trục".
Năm 1904, Kotaka được gắn thử nghiệm với một động cơ dầu và than hỗn hợp, thay vì động cơ đẩy than nguyên bản của nó.

## Dẫn chứng
- Kaigun: Strategy, Tactics, and Technology in the Imperial Japanese Navy, 1887–1941, David C. Evans, Mark R. Peattie, Naval Institute Press, Annapolis, Maryland ISBN 0-87021-192-7
- The Origins of Japanese Trade Supremacy: Development and Technology in Asia from 1540 to the Pacific War, Christopher Howe, The University of Chicago Press, ISBN 0-226-35485-7

Bản mẫu:IJN